# 조한승
조한승(趙漢乘, 1982년 11월 27일 ~ )은 대한민국의 바둑 기사이다.

## 약력
1995년 프로에 입단하였으며 2006년에 9단으로 승단하였다. 2006년 박카스배 천원전 우승과 2009년 GS칼텍스배 우승을 한 경력이 있다. 군입대 후, 2010년 아시안 게임 바둑 종목에 출전하여 남자단체 금메달을 획득했으며 병역 혜택을 받아 전역했다.